# Isilo (voi)
Isilo (sinh khoảng năm 1956 - mất năm 2014) là một trong những con voi châu Phi lớn nhất ở Nam Phi và là động vật có ngà lớn nhất ở nam bán cầu trước khi chết. Con voi đực này nổi tiếng về cặp ngà dài và nặng hơn 100 pounds. Mặc dù Isilo chết vì những nguyên nhân tự nhiên vì lý do tuổi tác, nhưng cái chết của nó đã thu hút sự chú ý của truyền thông quốc tế vì cặp ngà của Isilo, vốn được coi là cổ vật Di sản Quốc gia, đã biến mất khi phát hiện ra xác của nó.

## Cuộc đời
Isilo là một con voi châu Phi sống trong Công viên voi Tembe ở Nam Phi, nơi sinh sống của một số con voi lớn nhất thế giới. Tên Isilo xông có nghĩa là Vua trong tiếng Zulu. Người ta cho rằng nó được sinh ra vào cuối thập niên 1950 và đã ít nhất 58 tuổi khi qua đời.
Isilo nặng trong khoảng từ 6,5 tấn đến 7 tấn. Ngà của Isilo được ước tính dài hơn 3 mét (9 feet). Chiếc ngà bên phải nặng khoảng 65 kg (143 pounds) và bên trái nặng khoảng 60 kg (132 pounds).
Isilo là một con vật gây chú ý tại Công viên voi Tembe do kích thước to lớn và bản tính hiền lành của nó. Nó nổi tiếng thế giới và thậm chí còn có trang Facebook cá nhân với hàng ngàn người theo dõi.

## Tử vong
Isilo chết vì nguyên nhân tự nhiên tại một khu vực được gọi là phạm vi "nhà" của nó, vốn ở một khu vực phía tây nam của công viên vào khoảng ngày 10 tháng 1 năm 2014. Xác của nó được phát hiện vào cuối tháng 3 năm 2014 và cái chết của Isilo được công bố vào ngày 4 tháng 4 năm 2014.
Ngà của Isilo bị mất và đã bị lấy đi lần lượt hết cái này đến cái khác trong khoảng thời gian hai tuần. Chúng đã bị đánh cắp bởi những kẻ bị tình nghi săn trộm tê giác. Cặp ngà bị cho rằng đã được vận chuyển qua biên giới đến Mozambique và tiếp tục được vận chuyển đến Viễn Đông, nơi có thị trường ngà voi lớn nhất thế giới.
Ngà của Isilo được ước tính có giá trị trên thị trường chợ đen vào khoảng 250.000 đô la Mỹ.